# Comitatul Vanderburgh, Indiana
Comitatul Vanderburgh, conform originalului din limba engleză, Vanderburgh County (codul său FIPS este 18 - 163 Arhivat în 7 iunie 2011, la Wayback Machine.), este unul din cele 93 de comitate ale statului american Indiana. Conform Census 2010 populația totală era de 179.703 locuitori (din cei 6.483.802 locuitori ai statului), cu o densitate medie de peste 293/km2, în ușoară creștere (circa 4,5 %) de la 171.922 de locuitori înregistrați la data recensământului (Census 2000) din anul 2000. Sediul comitatului este orașul Evansville.GR6
Vanderburgh County este situat în partea estică a zonei metropolitane Evansville, IN–KY Metropolitan Statistical Area.

## Geografie
Conform datelor furnizate de United States Census Bureau în 2010, comitatul are o suprafață totală de 611,83 km2 (sau 236.33 sqmi), dintre care 604,45 km2 (ori 233.48 sqmi, adică 98.79 %) este uscat și restul de 7,38 km2 (sau 2.86 sqmi, adică 1.21 %) este apă.

### Comitate adiacente
- Comitatul Gibson—nord
- Comitatul Warrick—est
- Comitatul Henderson. statul  Kentucky—sud
- Comitatul Posey—vest

### Drumuri importante
| - I-64 - I-69 - I-164 - US 41 | - SR 57 - SR 62 - SR 65 - SR 66 |

### Regiuni
- Illinois-Indiana-Kentucky Tri-State Area
- Southwestern Indiana

### Orașe și târguri -- Cities și towns
- Darmstadt
- Evansville

### Locuri desemnate pentru recensământ -- Census-designated Places
- Highland
- Melody Hill

### Localități neîncorporate -- Unincorporated towns
- Earle
- Hillsdale
- Inglefield
- McCutchanville
- Saint Joseph

### Districte civile -- Townships
(2000 Population)
| - Armstrong (1,651) - Center (32,220) - German (7,354) - Knight (67,941) | - Perry (23,687) - Pigeon (33,682) - Scott (5,445) - Union (392) |

## Demografie
|  | Graficele sunt indisponibile din cauza unor probleme tehnice. Mai multe informații se găsesc la Phabricator și la wiki-ul MediaWiki. |

Date: Wikidata - grafică realizată de Wikipedia